# Сёрф-музыка
Сёрф-музыка (англ. Surf music), также известный как сёрф-рок (англ. surf rock), сёрф-поп (англ. surf pop) или сёрф-гитара (англ. surf guitar) — американский жанр рок-музыки, связанный с культурой сёрфинга, особенно в Южной Калифорнии. Он был особенно популярен с 1958 по 1964 год в двух основных формах. Первая — инструментальный сёрф, отличающийся электрогитарами с сильной реверберацией, воспроизводящими звук разбивающихся о берег волн, в основном созданный Диком Дейлом и группой Del-Tones. Вторая — вокальный сёрф, в котором использованы элементы оригинального звучания сёрф-музыки и добавлены вокальные гармонии, движение, возглавляемое the Beach Boys.
Дик Дейл развил сёрф-саунд из инструментального рока, куда он добавил ближневосточные и мексиканские мотивы, пружинные ревербераторы и быстрое чередующееся тремоло. Его региональный хит «Let's Go Trippin'» в 1961 году положил начало помешательству на сёрф-музыке, вдохновив многих других перенять этот подход.
Этот жанр приобрел общенациональную известность в США, когда был представлен такими вокальными группами, как The Beach Boys и Jan and Dean. Дэйл так отзывался о таких группах: «Они создавали звуки для сёрфинга с текстами для сёрфинга. Другими словами, музыка не была музыкой для сёрфинга. Из этих слов получились песни для сёрфинга. ... В этом и заключалась разница... настоящая музыка для сёрфинга — инструментальная».
На пике своей популярности сёрф-музыка конкурировала с гёрл-группами и Motown в качестве главного направления американской популярной музыки. Иногда её называют «калифорнийским саундом». На более поздних этапах увлечения сёрф-музыкой многие из её групп начали писать песни об автомобилях и девушках; позже это стало известно как хот-род-рок (англ. Hot rod rock).

## Характеристики

### Инструментальный сёрф
Сёрф-музыка появилась в конце 1950-х годов как инструментальная рок-н-ролльная музыка, почти всегда в обычном ритме 4/4, со средним или быстрым темпом. В звучании преобладали электрогитары, которые особенно отличались широким использованием «мокрой» пружинной реверберации, которая была внедрена в усилители Fender в 1963 году и предназначалась для имитации звука волн. Отдельный подвесной ревербератор, разработанный компанией Fender в 1961 году (в отличие от ревербератора, который был встроен в усилитель), стал фактически первым «мокрым» ревербератором. Это устройство представляет собой эффект реверберации, который можно услышать на пластинках Дика Дейла и других, таких как «Pipeline» группы the Chantays и «Point Panic» группы the Surfaris. В нем больше влажного «капающего» тона, чем во «встроенном» ревербераторе.
Гитаристы также использовали на своих гитарах рычаг вибрато для уменьшения высоты нот, электронные эффекты тремоло и быстрое чередующееся тремоло. Предпочтение отдавалось моделям гитар Fender (в частности, Jazzmaster, Jaguar и Stratocaster), Mosrite, Teisco или Danelectro, обычно с однокатушечными звукоснимателями (которые имели высокие частоты в отличие от двухкатушечных звукоснимателей-хамбакеров). Сёрф-музыка была одним из первых жанров, повсеместно использующих электрический бас, в частности, Fender Precision Bass. Классическими сёрф-ударными установками, как правило, были Rogers, Ludwig, Gretsch или Slingerland. В некоторых популярных песнях также использовался тенор или баритон-саксофон, как, например, в песнях «Surf Rider» (1963) группы the Lively Ones и «Comanche» (1961) группы The Revels.

### Вокальный сёрф
В своей книге «Энциклопедия сёрфинга» Мэтт Уоршоу отмечает: «Сёрф-музыка делится на две категории: пульсирующая, с сильной реверберацией, звучащая «мокро» инструментальная форма, представленная гитаристом Диком Дейлом, и гладкий, многодорожечный гармонизированный вокальный стиль, изобретенный The Beach Boys. Пуристы утверждают, что сёрф-музыка по определению является инструментальной».
Эту вторую категорию сёрф-музыки возглавляли The Beach Boys, группа, чье главное отличие от предыдущих сёрф-музыкантов состояло в том, что они демонстрировали своё мировоззрение. В 1964 году лидер группы и основной автор песен Брайан Уилсон объяснил: «Мы не сознательно строили нашу музыку вокруг сёрфинга. Мы просто хотим, чтобы нас отождествляли с интересами маленьких детей». Год спустя он заявлял: «Я ненавижу так называемую "сёрф-музыку". Это название люди используют для обозначения любого звука из Калифорнии. Наша музыка по праву называется "the Beach Boy sound" — если так можно выразиться».
Вокальный сёрф можно интерпретировать как региональный вариант музыки ду-воп, с плотными гармониями в припеве песни, контрастирующими с пением в стиле скэт. По словам музыковеда Тимоти Кули, «Как и инструментальный сёрф-рок с его любовью к двенадцатитактовой блюзовой форме, вокальная версия сёрф-музыки почерпнула много ключевых элементов из афроамериканских жанров... то, что сделало The Beach Boys уникальными, это их способность захватить воображение нации и, по сути, мира о зарождающемся новом стиле жизни сёрферов, который сейчас сосредоточен в Южной Калифорнии, а также тонкий стиль написания песен и методы продюсирования, которые определяют звучание The Beach Boys». В 1963 году Мэрри Уилсон, отец Брайана, который также выступал в качестве менеджера The Beach Boys, предложил свое определение серф-музыки: «Основа серф-музыки — это рок-н-ролльная басовая ритмическая фигура в сочетании с грубой, странно звучащей соло-гитарой, электрогитарой и воющими саксофонами. Сёрф-музыка должна звучать неподготовленной с определенным грубым привкусом, чтобы понравиться подросткам. ... когда музыка становится слишком хорошей и слишком отполированной, она перестает считаться настоящей».

### Хот-род-рок

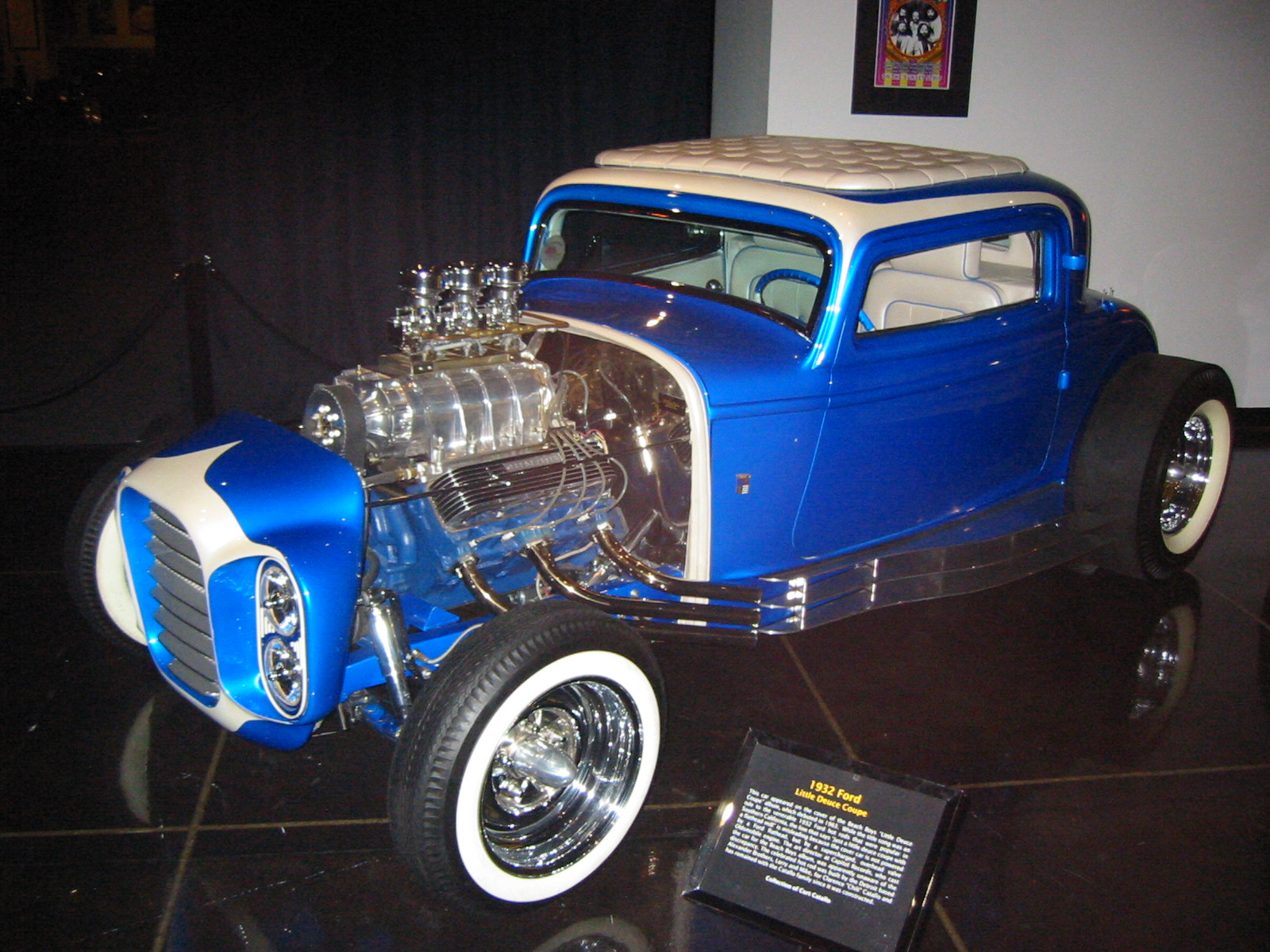
Ford Model B (1932), который появился на обложке альбома Little Deuce Coupe (1963) группы The Beach Boys.

Хот-род-рок (англ. hot rod rock) произошёл от сёрф-музыки. Дик Дейл вспоминал, как сёрф-музыка была переосмыслена как хот-род-музыка в результате действий звукозаписывающей компании, направленных на захват более крупного рынка. Согласно The Ultimate Hot Rod Dictionary Джеффа Брайтенштейна: «В то время как автомобили и, в меньшей степени, хот-роды были относительно распространенной и устойчивой темой в американской популярной музыке, термин хот-род-музыка чаще всего ассоциируется с уникальной музыкой «California sound» начала и середины 1960-х годов... и определялся её богатыми вокальными гармониями, усиленными электрогитарами и ориентированными на молодежь текстами песен (чаще всего восхваляющими хот-роды и, в более широком смысле, сёрфинг и «девушек»)».
Автор Дэвид Феррандино писал, что «музыкальные трактовки The Beach Boys автомобилей и досок для сёрфинга идентичны», тогда как автор Джеффри Хаймс подробно остановился на «тонких» различиях: «Перевод формата музыки для сёрфинга в мелодии хот-родов был несложным... Если музыка для сёрфинга состояла из Дика Дейла и немного из Чака Берри, то музыка для хот-родов была немного больше от Берри и немного меньше от Дейла — то есть меньше ударного стаккато и больше звенящих риффов. Вместо сленга о восках и досках вы использовали сленг о карбюраторах и поршнях; вместо того, чтобы перечислять лучшие пляжи для сёрфинга, вы ссылались на прозвища лучших гоночных трасс; вместо предупреждения об опасностях «сноса», вы предупреждали о «кривой мертвеца».

## История

### Зарождение инструментального сёрфа (конец 1950-х)
К началу 1960-х годов инструментальный рок-н-ролл был успешно представлен такими исполнителями, как Линк Рэй, Ноки Эдвардс, The Ventures и Дуэйн Эдди. Эту тенденцию развил Дик Дейл, который добавил элементы музыки Ближнего Востока и Мексики, характерную реверберацию (придающую гитаре «мокрое» звучание), а также элементы блюза и быструю гитарную игру, характерную для этого жанра (под влиянием арабской музыки, которой Дейл научился у своего ливанского дяди). Его выступления в бальном зале Rendezvous Ballroom в Бальбоа, Калифорния, летом 1961 года и его региональный хит «Let's Go Trippin'» в конце того же года положили начало помешательству на сёрф-музыке, которое он продолжил такими хитами, как «Misirlou» (1962).
Пока Дик Дейл создавал свой новый звук в округе Ориндж, The Bel-Airs создавали свой собственный в районе Саут-Бэй округа Лос-Анджелес. Группа состояла из пяти подростков. В 1959 году они все еще учились играть на своих инструментах: Дик Додд на барабанах, Чес Стюарт на саксофоне, Джим Робертс на фортепиано и Эдди Бертран и Пол Джонсон на гитарах. Джонсон сказал о своих отношениях с Бертраном: «Изучение игры на гитаре стало опытом дуэта, а не сольного творчества. Мы учились играть, играя вместе, один парень играл аккорды, другой — соло. Этот звук стал основой для The Bel-Airs». Они записали свой первый сингл «Mr. Moto» в июне 1961 года (с Ричардом Делви на барабанах вместо Додда), и песня получила радиоэфир тем летом. Дэйл был старше, играл громче, собирал большую аудиторию и обычно приписывается созданию серф-музыки, но The Bel-Airs претендуют на то, что первыми выпустили сингл в стиле сёрф-музыки.
Подобно Дейлу и его Del-Tones, большинство ранних сёрф-групп были сформированы в Южной Калифорнии, в частности, в округе Ориндж, где была сильна сёрф-культура, а в танцевальном зале Rendezvous Ballroom выступало много исполнителей в стиле сёрф-музыки. Такие группы, как The Bel-Airs (чей хит «Mr. Moto», на который повлияли ранние живые выступления Дейла, был выпущен немного раньше «Let's Go Trippin'»), The Challengers с альбомом Surfbeat (1963), а затем Eddie & the Showmen последовали за Дейлом и добились регионального успеха.
The Chantays попали в десятку лучших национальных хитов с песней «Pipeline», заняв четвертое место в мае 1963 года. Вероятно, самым известным хитом в стиле сёрф была песня «Wipe Out» группы The Surfaris с её вступлением в виде злобного смеха; The Surfaris также были известны своими передовыми соло на соло-гитаре и барабанах, а «Wipe Out» достигла второго места в Hot 100 в августе 1963 года и 16 места в октябре 1966 года. У группы также было два других мировых хита: «Surfer Joe» и «Point Panic».
Растущая популярность жанра побудила группы из других областей попробовать свои силы. Среди них были The Astronauts из Боулдера, Колорадо; The Trashmen из Миннеаполиса, Миннесота, которые достигли четвертого места с «Surfin’ Bird» в 1964 году; и The Rivieras из Саут-Бенда, Индиана, которые достигли пятого места в 1964 году с «California Sun». The Atlantics из Сиднея, Австралия, были не только сёрф-музыкантами, но внесли значительный вклад в жанр, самым известным примером является их хит «Bombora» (1963). Также из Сиднея были the Denvermen, чья лирическая инструментальная «Surfside» достигла первого места в австралийских чартах. Еще одна австралийская сёрф-группа, которая была известна за пределами сёрф-сцены своей собственной страны, была The Joy Boys, бэк-группа певца Кола Джоя; Их хит «Murphy the Surfie» 1963 года позже был перепет группой The Surfaris.
Европейские группы в это время в основном больше ориентировались на стиль, исполняемый британской инструментальной рок-группой The Shadows. Ярким примером европейского серф-инструментала является исполнение «Misirlou» испанской группой Los Relámpagos. The Dakotas, которые были британской группой поддержки мерсибит-певца Билли Дж. Крамера, привлекли некоторое внимание как сёрф-музыканты с песней «Cruel Sea» в 1963 году, которую позже перепели The Ventures, а затем и другие инструментальные сёрф-группы, включая the Challengers и the Revelairs.

### Популярность (начало 1960-х)
В конце 1961 года The Beach Boys выпустили свой первый хит, «Surfin’», который достиг 75-го места в Billboard Hot 100. В середине 1962 года группа выпустила свой дебютный сингл на крупном лейбле «Surfin' Safari», который достиг 14-го места и помог превратить увлечение сёрф-роком в общенациональное явление. Затем The Beach Boys выпустили «Surfin’ U.S.A.» (1963), вошедший в тройку лучших, и «Surfer Girl» (1963), вошедшую в десятку лучших. Брайтенштейн пишет, что хот-род-рок обрёл национальную популярность, начиная с 1962 года с песней «409» группы The Beach Boys, которую часто считают инициатором увлечения хот-род-музыкой, продолжавшегося до 1965 года. Помимо Уилсона, движение хот-род возглавляли несколько ключевых фигур, включая автора песен, продюсера и музыканта Гэри Ашера и автора песен и диск-жокея Роджера Кристиана.
Затем в 1963 году Уилсон совместно с Jan & Dean написал песню «Surf City», которая в июле 1963 года провела две недели на вершине чарта Billboard Hot 100. На волне успеха The Beach Boys многие синглы новых групп, занимающихся серфингом и хот-родами, были выпущены группами из Лос-Анджелеса. Хаймс отмечает: «Большинство из них не были настоящими группами; это были просто один или два певца, поддерживаемых тем же плавающим пулом сессионных музыкантов: часто включая Глена Кэмпбелла, Хэла Блейна и Брюса Джонстона. Если сингл случался удачным, группу спешно собирали и отправляли на гастроли. Это была странная смесь дилетантства и профессионализма». Среди исполнителей одного хита были Bruce & Terry с «Summer Means Fun», The Rivieras с «California Sun», Ronny & the Daytonas с «G.T.O.» и The Rip Chords с «Hey Little Cobra». Последние два хита оба попали в десятку лучших, но единственным другим артистом, который добился устойчивого успеха с этой формулой, были Jan & Dean. Группа хот-родов The Fantastic Baggys написала много песен для Jan & Dean, а также исполнила несколько вокальных партий для дуэта.

### Упадок (середина 1960-х)
Как и все другие рок-поджанры этого периода, помешательство на сёрф-музыке, а также карьера почти всех сёрф-исполнителей, были фактически прекращены Британским вторжением, начавшимся в начале 1964 года. Музыка хот-родов также перестала быть заметной в том году. Появляющиеся жанры гаражного рока, фолк-рока, блюз-рока и позже психоделического рока также способствовали упадку сёрф-рока. The Beach Boys пережили вторжение, разнообразив свой подход к музыке. Брайан объяснил в Teen Beat: «Нам нужно было расти. До этого момента мы выдоили каждую идею досуха... Мы сделали все возможные аспекты сёрфинга, а затем мы занялись автомобильной рутиной. Но нам нужно было расти артистически». После упадка сёрф-музыки The Beach Boys продолжили выпускать ряд хитовых синглов и альбомов, включая резко отличавшийся Pet Sounds в 1966 году. Впоследствии они стали единственной американской рок- или поп-группой, которая могла соперничать с The Beatles. Группа лишь изредка возвращалась к музыке на тему хот-родов и сёрфинга, начиная с «Do It Again» 1968 года.

### Сёрф-панк (конец 1970-х — начало 1980-х)
Сёрф-панк (англ. Surf punk) — это возрождение оригинального сёрф-звучания, сочетающее сёрф-рок с панк-роком. Он был инициирован в конце 1970-х - начале 1980-х годов такими группами и исполнителями, как Ramones, которые в 1977 году выпустили свой основополагающий сёрф-панк-альбом Rocket to Russia, содержащий заметную кавер-версию песни «Surfin’ Bird» группы The Trashmen (кавер на которую также стал дебютным синглом The Cramps в 1978 году). Среди других ранних исполнителей сёрф-панка был Джонни Тандерс, который открыл свой дебютный сольный альбом So Alone инструментальной кавер-версией песни «Pipeline» группы The Chantays; Forgotten Rebels из Канады, выпустившие «Surfin' on Heroin» в 1981 году; и Agent Orange из округа Ориндж, Калифорния, которые записали панк-кавер-версии классических сёрф-композиций, таких как «Misirlou», «Mr. Moto» и «Pipeline», а Грег Прато из AllMusic назвал группу «влиятельной» и «находящейся на шаг впереди остальной панк/хардкор-стаи». Жанр связан со скейт-панком, который в то же время стал известен в прибрежных городах округа Ориндж, взрастивших первую волну сёрф-музыкантов.

### Сёрф-ривайвл (конец 1980-х — 1990-е)
С конца 1980-х и в течение 1990-х сёрф-рок пережил возрождение, так называемый сёрф-ривайвл (англ. surf revival), и к нему присоединились сёрф-исполнители, в том числе Дик Дейл, который снова записал музыку. Это отчасти было связано с популярностью фильма «Криминальное чтиво» 1994 года, в саундтреке к которому использовалась песня Дейла «Misirlou» и другие сёрф-роковые песни. Крупнейшими представителями сёрф-ривайвла были Man or Astro-man?, Shadowy Men on a Shadowy Planet, Laika & the Cosmonauts и The Mermen. Некоторые группы использовали звучание сёрф-музыки для создания таинственной атмосферы, но чаще всего представители сёрф-ривайвла не совсем точно воспроизводили его, добавляя вульгарный юмор и китчевые отсылки к поп-культуре 1950-х и начала 1960-х (например, к множеству научно-фантастических фильмов, фильмов ужасов и вестернов). Многие группы сёрф-ривайвла лучше владели своими инструментами, чем их предшественники, и поэтому могли при желании исполнять свою музыку на головокружительной скорости панк-рока.
Поскольку в 1980-х и 1990-х годах были возрождения гаражного рока и сёрфа, было вполне закономерно, что несколько групп возродили хот-род, так называемый хот-род-ривайвл (англ. Hot Rod Revival). К видным представителям хот-род-ривайвла относятся The Untamed Youth, The A-Bones, Satan's Pilgrims, Брайан Сетцер, Mono Men.

## Представители
Журнал Goldmine опубликовал список из 5 лучших альбомов сёрф-музыки:
- The Beach Boys — Surfin’ U.S.A. (1963)
- Jan and Dean — Jan and Dean Anthology Album (1971)
- Dick Dale & His Del-Tones — Surfer’s Choice (1962)
- The Ventures — Surfing (1963)
- The Surfaris — Wipe Out (1963)

В СССР в 1960—1970-х годах сёрф исполняли ансамбли Электрон и Новый Электрон, Поющие гитары, Голубые гитары.